# Валдеморо
Валдеморо (шп. Valdemoro) град је у Шпанији у аутономној заједници Мадрид у покрајини Мадрид. Према процени из 2008. у граду је живело 58.623 становника.

## Становништво
Према процени, у граду је 2008. живело 58.623 становника.
| 1991.  | 2001.  | 2011.  |
| ------ | ------ | ------ |
| 17.819 | 33.169 | 69.354 |

## Партнерски градови
- Геделе
- Zug
- Western Sahara